# Томан
Тома́н (каз. Томан) — село у складі Махамбетського району Атирауської області Казахстану. Входить до складу Баксайського сільського округу.
Населення — 58 осіб (2021; 114 у 2009, 142 у 1999, 112 у 1989).